# Przyborów (województwo wielkopolskie)
Przyborów – wieś w Polsce położona w województwie wielkopolskim, w powiecie tureckim, w gminie Władysławów. Wieś wchodzi w skład sołectwa Wyszyna. 
W latach 1975–1998 miejscowość położona była w województwie konińskim.
Zobacz też: Przyborów, Przyborowo, Przyborówko